# Benzofuranilpropilaminopentan
(-)-1-(Benzofuran-2-il)-2-propilaminopentan ((-)-BPAP) je lek sa neobičnim profilom dejstva. On se u izvesnoj meri može grupisanti u familje stimulanata i antidepresiva, mada je njegov mehanizam dejstva veoma različit.

## Spoljašnje veze
,